# Jacqueline Logan

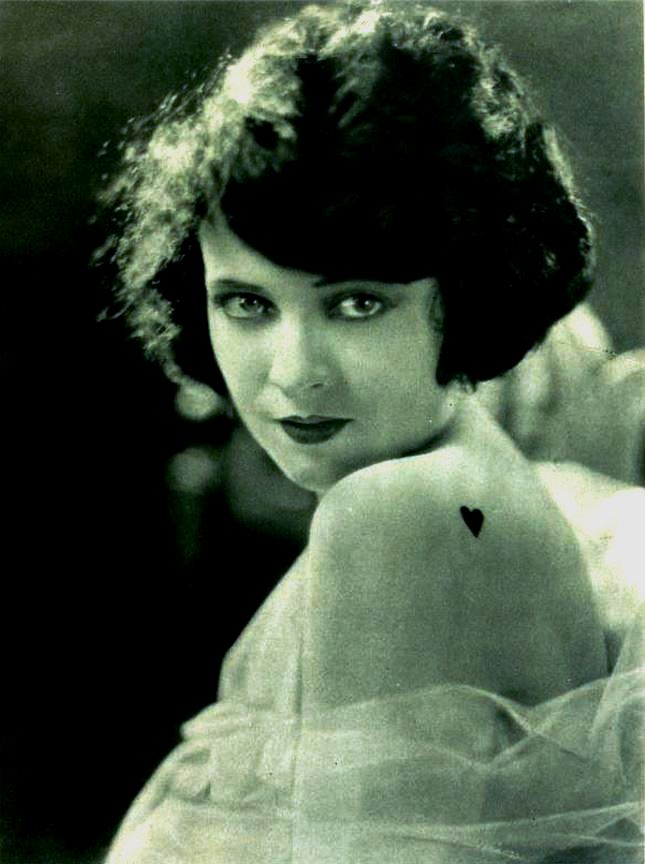
Jacqueline Logan.

Jacqueline Logan, född 30 november 1901 i Corsicana, Texas, död 4 april 1983 i Melbourne, Florida, var en amerikansk stumfilmsskådespelare. Logan blev 1922 vald till en av "WAMPAS Baby Stars". Hon var populär under 1920-talet då hon gjorde många huvudroller i filmer, men karriären fick ett abrupt slut vid ljudfilmens intåg tidigt på 1930-talet.

## Filmografi, urval
- 1921 – Molly, O!
- 1923 – Ljuset som försvann
- 1924 – Havets lag
- 1925 – Jakten efter sensationer
- 1926 – Mannekänger på äventyr
- 1927 – Konungarnas Konung
- 1928 – Leopardkvinnan
- 1928 – Med polisen i hälarna
- 1928 – Akta er för kjoltyg!